# 麥克德米特 (內華達州和俄勒岡州)
麥克德米特（英語：McDermitt）是位於美國內華達州洪堡縣的普查規定居民點。

## 人口
根據2020年美國人口普查的數據，麥克德米特的面積為4.06平方千米，皆為陸地。當地共有人口124人，而人口密度為每平方千米30.54人。